# Hayden (Colorado)
Hayden is een plaats (town) in de Amerikaanse staat Colorado, en valt bestuurlijk gezien onder Routt County.

## Demografie
Bij de volkstelling in 2000 werd het aantal inwoners vastgesteld op 1634.
In 2006 is het aantal inwoners door het United States Census Bureau geschat op 1534, een daling van 100 (-6,1%).

## Geografie
Volgens het United States Census Bureau beslaat de plaats een oppervlakte van
6,4 km², geheel bestaande uit land. Hayden ligt op ongeveer 1961 m boven zeeniveau.

## Plaatsen in de nabije omgeving
De onderstaande figuur toont nabijgelegen plaatsen in een straal van 72 km rond Hayden.